# Damien Chazelle
Damien Sayre Chazelle (Providence, 19 de janeiro de 1985) é um cineasta e roteirista estadunidense. Estreou sua carreira em 2009 com Guy and Madeline on a Park Bench, e teve seu primeiro destaque internacional em Whiplash, filme esse que teve cinco indicações ao Oscar 2015. Em 2016, estreou o seu novo projeto La La Land, escrito e realizado por ele mesmo. O filme foi bem repercutido e venceu sete prêmios no Globo de Ouro 2017, incluindo "melhor roteiro" e "melhor diretor" para Chazelle. Venceu o Oscar 2017, na categoria de melhor diretor, sendo o vencedor mais novo da história.
O próprio diretor tentou ser músico de jazz antes de se dedicar ao cinema. Ele estudou bateria na Princeton High School. Um dos seus professores inspirou o personagem carrasco de “Whiplash”. Não é difícil entender, então, porque ele acabou desistindo do jazz para se dedicar ao cinema.
Damien se formou em Artes Visuais em Harvard em 2007, aos 22 anos. Antes de ganhar seus próprios filmes de grande orçamento, trabalhou como “roteirista de aluguel”, assinando alguns roteiros.

## Filmografia
O primeiro longa, independente, com roteiro e direção de Damien, é “Guy and Madeline on a park bench”. Foi como um ensaio para “La la land”: é um musical que conta a história do trompetista de jazz Guy que se apaixona pela tímida Madeline.
Em 2013, lançou o curta-metragem “Whiplash”, de 18 minutos, uma versão embrionária do futuro longa. Ele ganhou o prêmio de júri de melhor curta em Sundance, o que ajudou na produção da versão estendida.
Muita gente achou que ele já merecia a indicação a melhor diretor por “Whiplash: Em busca da perfeição”. Mas ele acabou sendo indicado apenas pelo roteiro adaptado (a partir do seu próprio curta). Não levou, mas ajudou o filme a ganhar três Oscars –edição, mixagem de som e ator coadjuvante, para J.K. Simmons.
Em 2017, foi anunciado que ele iria dirigir e produzir uma nova minisérie original Netflix chamada The Eddy, escrita por Jack Thorne e estrelando André Holland como Elliot Udo, um ex-músico de Jazz Americano que abriu um clube de jazz em Paris. Chazelle dirigiu os dois primeiros épisodios e também serviu como produtor executivo da série. Os oito episódios estrearam no Netflix no dia 8 de maio de 2020.

### Filmes
| Ano          | Título                           | Diretor | Produtor | Roteirista |
| ------------ | -------------------------------- | ------- | -------- | ---------- |
| 2009         | Guy and Madeline on a Park Bench | Sim     | Sim      | Sim        |
| 2013         | The Last Exorcism Part II        | Não     | Não      | Sim        |
| 2013         | Grand Piano                      | Não     | Sim      | Não        |
| 2014         | Whiplash                         | Sim     | Não      | Sim        |
| 2016         | 10 Cloverfield Lane              | Não     | Não      | Sim        |
| 2016         | La La Land                       | Sim     | Não      | Sim        |
| 2018         | First Man                        | Sim     | Sim      | Não        |
| 2022         | Babylon                          | Sim     | Não      | Sim        |
| por anunciar | The Claim                        | Não     | Não      | Sim        |

### Televisão
| Ano  | Título   | Diretor | Produtor            | Roteirista |
| ---- | -------- | ------- | ------------------- | ---------- |
| 2020 | The Eddy | Sim     | Productor Executivo | Não        |